# Erik Bergman (1911–2006)
Erik Valdemar Bergman, född 24 november 1911 i Nykarleby, död 24 april 2006 i Helsingfors, var en finländsk tonsättare och dirigent.

## Biografi
1931–33 studerade Bergman vid Helsingfors universitet, och därefter vid Sibeliusakademin där han erhöll kompositionsdiplom 1938. Bergman fortsatte sina studier i Berlin, Wien och Schweiz. 1963–76 var han professor i komposition vid Sibeliusakademin. 
Bergman var en föregångsgestalt inom den finländska modernismen och har komponerat i flera olika stilar. Han har skrivit verk för orkester, kammarmusikensembler, soloinstrument och kör.
Under 1950-talet introducerade han tolvtonsmusiken i Finland. Hans specialintresse var den mänskliga rösten, och han skrev många verk för manskör. Erik Bergman var bl.a. dirigent för de finlandssvenska manskörerna Akademiska sångföreningen 1950–1969 och för Sällskapet Muntra Musikanter i Helsingfors 1951–1978.
Vid 77 års ålder fullbordade han sin enda opera, Det sjungande trädet (1988) till libretto av Bo Carpelan, för vilken han tilldelades Nordiska rådets musikpris 1994.  Sitt sista verk, Fantasi för trumpet och orkester, komponerade Erik Bergman vid 92 års ålder, kort innan han drabbades av en hjärnblödning.
Erik Bergman avled den 24 april 2006 i Helsingfors efter en längre tids sjukdom. Han är begravd på Sandudds begravningsplats i Helsingfors.

## Priser och utmärkelser
- 1961 – Ledamot nr 334 av Kungliga Musikaliska Akademien
- 1994 – Nordiska rådets musikpris för operan Det sjungande trädet